# サン・コスタンティーノ・カーラブロ
サン・コスタンティーノ・カーラブロ（イタリア語: San Costantino Calabro）は、イタリア共和国カラブリア州ヴィボ・ヴァレンツィア県にある、人口約2,200人の基礎自治体（コムーネ）。

## 地理

### 位置・広がり

#### 隣接コムーネ
隣接するコムーネは以下の通り。
- フランチカ
- ヨナーディ
- ミレート
- サン・グレゴーリオ・ディッポーナ